# Grimmen
Grimmen är en stad i det tyska förbundslandet Mecklenburg-Vorpommern och var huvudort i distriktet Nordvorpommern fram till september 2011.

## Geografi
Staden ligger cirka 30 km söder om Stralsund och 30 km väster om Greifswald vid floden Trebel.

## Historia
Samhället grundades troligen under 800- eller 900-talet av slaver och 1267 nämns orten för första gången i en urkund. Grimmens ringmur påbörjades 1264 och idag finns tre torn kvar, men dessa byggdes under 1400-talet. De medeltida gatorna ligger idag 1,2 till 2,0 meter under marknivån.
Under trettioåriga kriget plundrades Grimmen flera gånger och dessutom förstördes många hus i olika stadsbränder. Året 1800 hade Gustav IV Adolf sitt residens i staden. 1815 bestämdes vid Wienkongressen att Svenska Pommern och på så sätt även Grimmen skulle överlämnas till Preussen. Under 1800-talet byggdes flera bostadskvarter utanför den gamla ringmuren.
Efter 1991 renoverades den historiska stadskärnan som numera är ett omtyckt turistmål.

## Vänorter
Grimmen har fem vänorter:
- Staffanstorp, Sverige
- Châteaulin, Frankrike
- Czaplinek, Polen
- Kamień Pomorski, Polen
- Osterholz-Scharmbeck, Tyskland

## Galleri

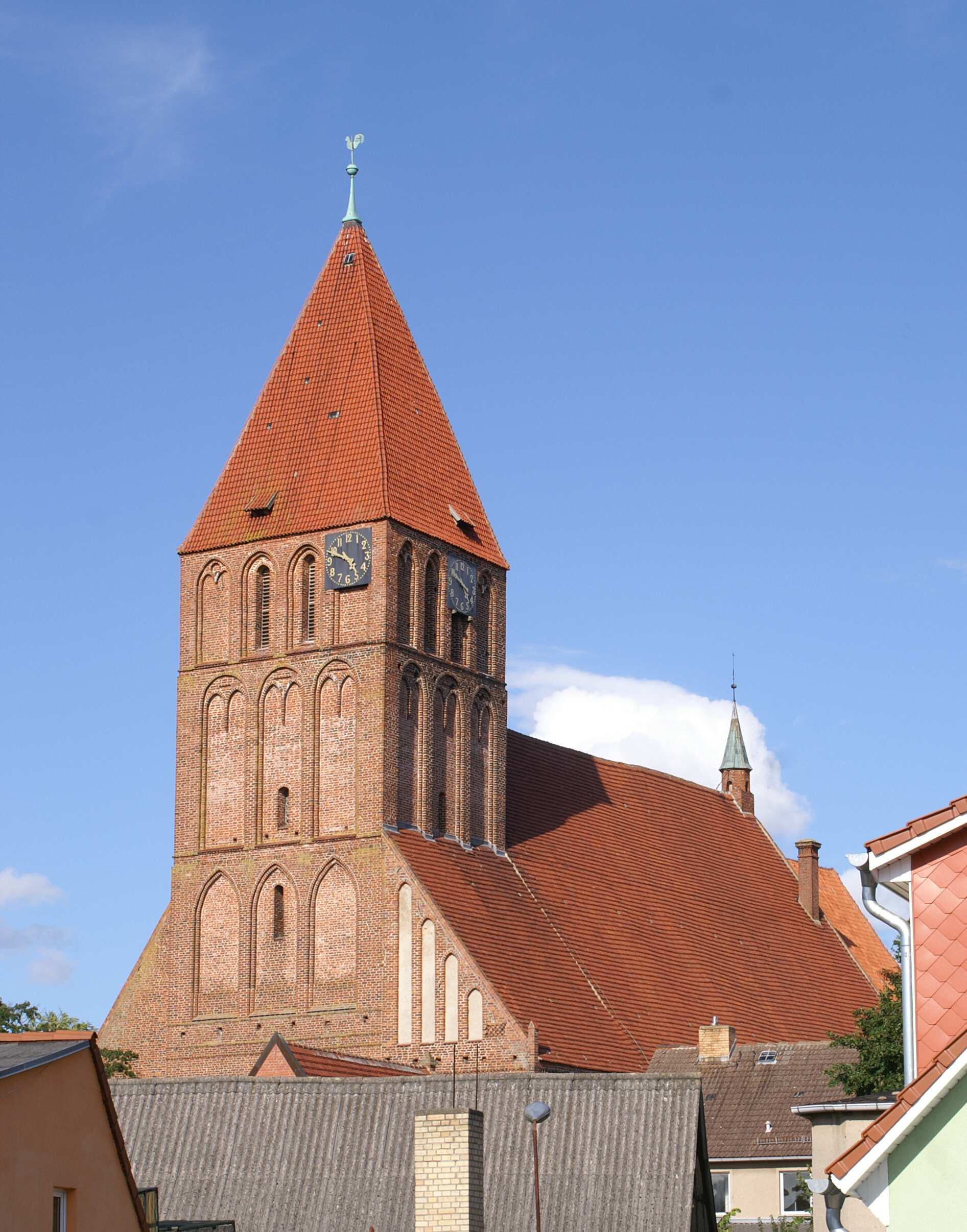
Kyrka St. Marien
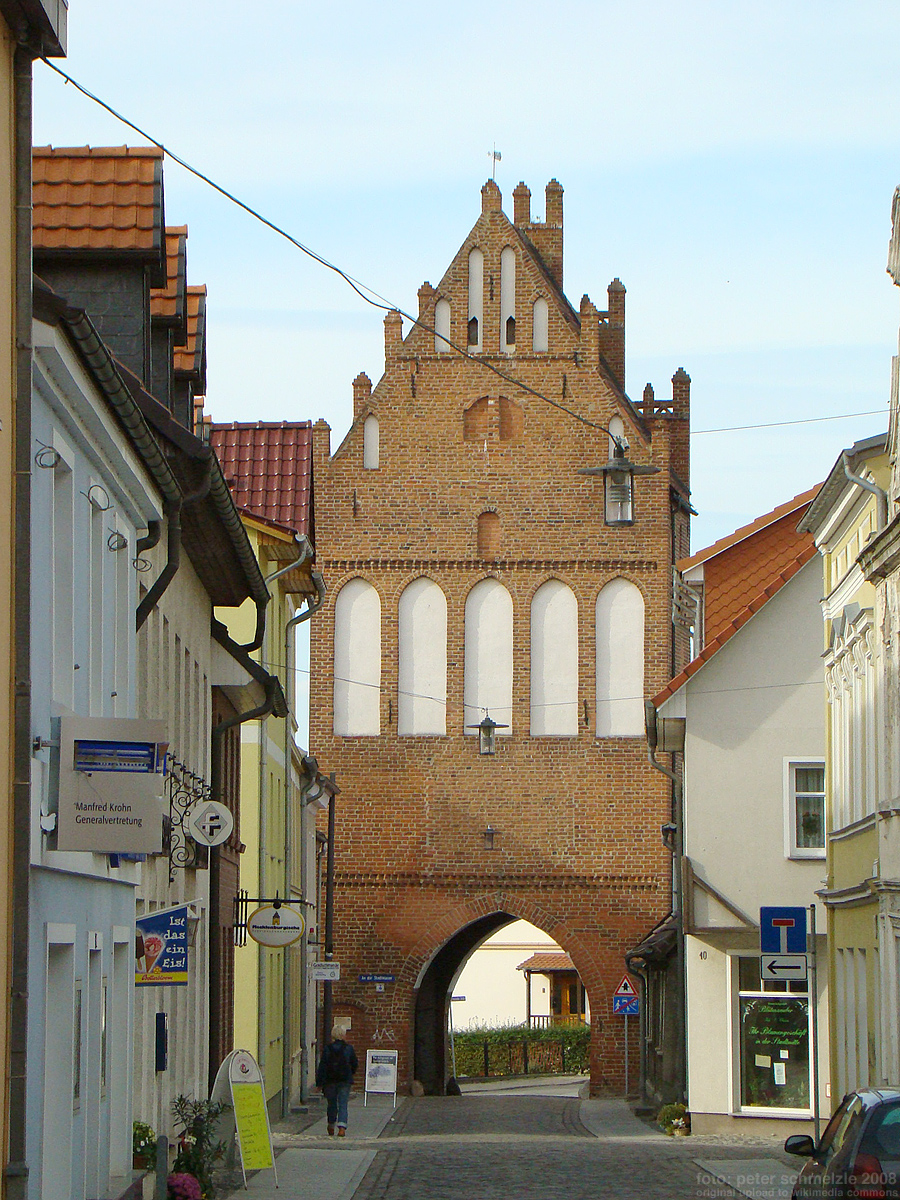
Stralsunder Tor